# Vladimír Bárta (1974)
Vladimír Bárta (* 19. února 1974 Banská Bystrica) je slovenský fotograf. Jeho otec je Vladimír Bárta.

## Životopis
V letech 1988–1993 absolvoval SOU elektrotechnické v Banské Bystrici. Od roku 1996 působí jako fotograf na volné noze. V roce 1996 získal 1. místo v soutěži Nejkrásnější knihy Slovenska za publikaci Slovenská republika (spoluautor). A v roce 1997 v soutěži Kniha roku 3. místo za publikaci Tatry a Spiš (spoluautor). Vystavoval na samostatných autorských soutěžích doma i v zahraničí. Autor a spoluautor obrazových vlastivědných publikací. Je členem Klubu fotopublicistů Slovenského syndikátu novinářů (1998).